# Guam op de Olympische Zomerspelen 2012
Guam nam deel aan de Olympische Zomerspelen 2012 in Londen, Verenigd Koninkrijk.

## Deelnemers en resultaten
(m) = mannen, (v) = vrouwen

### Atletiek
| Olympiër      | Onderdeel | Resultaat | Prestatie                    |
| ------------- | --------- | --------- | ---------------------------- |
| Derek Mandell | 800m (m)  | 53e       | serie 1: 7de in 1.58,94      |
|               |           |           |                              |
| Amy Atkinson  | 800m (v)  | 36e       | serie 3: 5de in 2.18,53 (NR) |

### Judo
| Olympiër         | Onderdeel  | Resultaat | Prestatie                                                              |
| ---------------- | ---------- | --------- | ---------------------------------------------------------------------- |
| Ricardo Blas Jr. | +100kg (m) | 9e        | 1ste ronde: W van GUI Keita: ippon 2de ronde: V van CUB Brayson: ippon |

### Wielersport
| Olympiër     | Onderdeel   | Resultaat   | Prestatie   |
| Moutainbike  | Moutainbike | Moutainbike | Moutainbike |
| ------------ | ----------- | ----------- | ----------- |
| Derek Horton | mannen      | 42e         | +1 ronde    |

### Worstelen
| Olympiër    | Onderdeel   | Resultaat   | Prestatie                             |
| Vrije stijl | Vrije stijl | Vrije stijl | Vrije stijl                           |
| ----------- | ----------- | ----------- | ------------------------------------- |
| Maria Dunn  | -63kg (v)   | 18e         | kwalificatie: V van RUS Volosova: 0-5 |

### Zwemmen
| Olympiër           | Onderdeel           | Resultaat | Prestatie               |
| ------------------ | ------------------- | --------- | ----------------------- |
| Christopher Duenas | 100m vrije slag (m) | 44e       | serie 3: 7de in 53,37   |
| Benjamin Schulte   | 10km open water (m) | 25e       | 2:03.35,1               |
|                    |                     |           |                         |
| Pilar Shimizu      | 100m schoolslag (v) | 42e       | serie 1: 2de in 1.15,76 |

Afghanistan · Albanië · Algerije · Amerikaanse Maagdeneilanden · Amerikaans-Samoa · Andorra · Angola · Antigua en Barbuda · Argentinië · Armenië · Aruba · Australië · Azerbeidzjan · Bahama's · Bahrein · Bangladesh · Barbados · België · Belize · Benin · Bermuda · Bhutan · Bolivia · Bosnië en Herzegovina · Botswana · Brazilië · Britse Maagdeneilanden · Brunei · Bulgarije · Burkina Faso · Burundi · Cambodja · Canada · Centraal-Afrikaanse Republiek · Chili · China · Chinees Taipei · Colombia · Comoren · Congo-Brazzaville · Congo-Kinshasa · Cookeilanden · Costa Rica · Cuba · Cyprus · Denemarken · Djibouti · Dominica · Dominicaanse Republiek · Duitsland · Ecuador · Egypte · El Salvador · Equatoriaal-Guinea · Eritrea · Estland · Ethiopië · Fiji · Filipijnen · Finland · Frankrijk · Gabon · Gambia · Georgië · Ghana · Grenada · Griekenland · Groot-Brittannië · Guam · Guatemala · Guinee · Guinee‑Bissau · Guyana · Haïti · Honduras · Hongarije · Hongkong · Ierland · IJsland · India · Indonesië · Irak · Iran · Israël · Italië · Ivoorkust · Jamaica · Japan · Jemen · Jordanië · Kaaimaneilanden · Kaapverdië · Kameroen · Kazachstan · Kenia · Kirgizië · Kiribati · Koeweit · Kroatië · Laos · Lesotho · Letland · Libanon · Liberia · Libië · Liechtenstein · Litouwen · Luxemburg · Macedonië · Madagaskar · Malawi · Maldiven · Maleisië · Mali · Malta · Marshalleilanden · Marokko · Mauritanië · Mauritius · Mexico · Micronesië · Moldavië · Monaco · Mongolië · Montenegro · Mozambique · Myanmar · Namibië · Nauru · Nederland · Nepal · Nicaragua · Nieuw-Zeeland · Niger · Nigeria · Noord-Korea · Noorwegen · Oeganda · Oekraïne · Oezbekistan · Oman · Oostenrijk · Oost-Timor · Pakistan · Palau · Palestina · Panama · Papoea-Nieuw-Guinea · Paraguay · Peru · Polen · Portugal · Puerto Rico · Qatar · Roemenië · Rusland · Rwanda · Saint Kitts en Nevis · Saint Lucia · Saint Vincent en Grenadines · Salomonseilanden · Samoa · San Marino · Sao Tomé en Principe · Saoedi-Arabië · Senegal · Servië · Seychellen · Sierra Leone · Singapore · Slovenië · Slowakije · Soedan · Somalië · Spanje · Sri Lanka · Suriname · Swaziland · Syrië · Tadzjikistan · Tanzania · Thailand · Togo · Tonga · Trinidad en Tobago · Tsjaad · Tsjechië · Tunesië · Turkije · Turkmenistan · Tuvalu · Uruguay · Vanuatu · Venezuela · Verenigde Arabische Emiraten · Verenigde Staten · Vietnam · Wit-Rusland · Zambia · Zimbabwe · Zuid-Afrika · Zuid-Korea · Zweden · Zwitserland · Onafhankelijke atleten